# Нури, Вахид
Вахид Нури (перс. وحید نوری‎; род. 31 мая 1989 года, Тегеран, Иран) — иранский дзюдоист-паралимпиец, победитель летних Паралимпийских игр 2020 в Токио, чемпион мира 2022 года.

## Биография
В 2018 году в весовой категории до 90 кг завоевал бронзовую медаль на чемпионате мира в Одивелаше (Португалия) и золотую медаль на Азиатских Параиграх в Джакарте (Индонезия).
29 августа 2021 года принял участие на летних Паралимпийских играх 2020 в Токио в весовой категории до 90 кг. В четвертьфинале победил бразильца Артура Кавалканте да Силву, в полуфинале — француза Элиоса Латшуманайа. В финале Вахид Нури одержал победу над британцем Эллиотом Стюартом и завоевал золотую медаль Паралимпиады-2020.